# Alan Oakes
Alan Arthur Oakes (* 7. September 1942 in Winsford) ist ein ehemaliger englischer Fußballspieler. Zumeist im zentralen Mittelfeld agierend feierte er seine größten Erfolge mit Manchester City, für den er lange Jahre zwischen 1959 und 1976 im Profikader stand. Mit den „Citizens“ gewann er 1968 die englische Meisterschaft, 1969 den FA Cup, 1970 und 1976 jeweils den Ligapokal sowie ebenfalls 1970 den Europapokal der Pokalsieger.

## Sportlicher Werdegang

### Manchester City
Nachdem Oakes 1958 bei Manchester City als 15-Jähriger einen Amateurvertrag unterschrieben hatte, wechselte er 1959 ins Profilager. Sein Debüt in der A-Mannschaft folgte am 14. November 1959 anlässlich einer Erstligapartie gegen den FC Chelsea. Die Partie endete 1:1 und letztlich absolvierte er in der Saison 1959/60 unter Trainer Les McDowall 18 Meisterschaftsspiele. Zu Beginn der 1960er-Jahre, als sich die „Citizens“ in eine Krise manövrierten und 1963 sogar in die Zweitklassigkeit abstiegen, war Oakes im Mittelfeldzentrum einer der wenigen konstanten Leistungsträger im Team. In seinen ersten beiden Zweitligaspielzeiten bis 1965 war er auch unter McDowalls Nachfolger George Poyser mit jeweils 41 Ligaeinsätzen eine feste Größe, aber der ersehnte Wiederaufstieg blieb verwehrt. Erst unter dem neuen Trainergespann Joe Mercer mit seinem Assistenten Malcolm Allison wendeten sich die Dinge zum Besseren. 
Unter der neuen Führung errang Manchester City in der Saison 1965/66 die Zweitligameisterschaft und den damit verbundenen Aufstieg in die First Division. Oakes agierte dabei an der Seite von Spielern wie seinem Cousin Glyn Pardoe, Mike Summerbee, Neil Young sowie später Colin Bell und kam insgesamt auf 51 Pflichtpartien. Nach einem sicheren Klassenerhalt in der Spielzeit 1966/67 durchlebte Oakes mit Manchester City bis 1970 die erfolgreichste Zeit seiner Laufbahn. Auf dem Weg zum Gewinn der englischen Meisterschaft 1968 verpasste Oakes nur ein einziges Spiel und beim Triumph 1969 im FA Cup stand er in der siegreichen Endspielmannschaft gegen Leicester City (1:0). Auch die nächsten Erfolge waren in den Pokalwettbewerben zu finden. Während der Klub in der Meisterschaftssaison 1969/70 nur einen Mittelfeldplatz belegte, führte Oakes das Team sowohl im Ligapokal als auch im Europapokal der Pokalsieger zu jeweils 2:1-Endspielsiegen gegen West Bromwich Albion und Górnik Zabrze.
Im Ligapokal erreichte Manchester City dann mit Oakes in den Reihen noch zweimal 1974 und 1976 das Endspiel, wobei er bei der zuerst genannten Finalpartie gegen die Wolverhampton Wanderers (1:2) fehlte. Zwei Jahre später hingegen bestritt Oakes die vollen 90 Minuten gegen Newcastle United und gewann mit dem 2:1-Sieg den letzten Titel. Die Spielzeit 1975/76 war die letzte in seiner Laufbahn für Manchester City und den abschließenden von 50 Einsätzen absolvierte er im Manchester Derby am 4. Mai 1976 per Einwechslung für Mike Doyle. Er verabschiedete sich anschließend von dem Verein und mit 564 Ligaeinsätzen hatte er eine neue Rekordmarke bei Manchester City gesetzt.

### FC Chester & Karriereende
Zu Beginn der Saison 1976/77 wechselte Oakes in die dritte Liga zum FC Chester. Dort setzte er nicht nur seine aktive Laufbahn fort, sondern übernahm neben dem Kapitänsamt nach einem schwachen Start des Teams dazu das Cheftraineramt von Ken Roberts. Unter Oakes' Führung belegte der FC Chester in der Saison 1977/78 mit dem fünften Rang eine Platzierung, die in der weiteren Vereinsgeschichte nie wieder erreicht werden konnte. Zwei Jahre später zog Chester mit Oakes ins Achtelfinale des FA Cups gegen den damaligen Spitzenklub Ipswich Town ein, das im Mittelfeld gegen Oakes mit den niederländischen Nationalspielern Arnold Mühren und Frans Thijssen auflief und nur knapp mit 2:1 die Oberhand behielt. Obwohl ihm weiter bescheinigt wurde, gute Trainerarbeit geleistet zu haben, endete sein Engagement mit einem sportlichen Niedergang, der 1982 in den Abstieg des Klubs in die Viertklassigkeit mündete. Oakes hatte bereits im März 1982 Chester verlassen und seitdem keine weitere Cheftrainerrolle mehr übernommen.
Letzte bekannte Engagements waren im Dezember 1982 ein einziger FA-Cup-Auftritt für Northwich Victoria gegen Scunthorpe United und anschließend für Port Vale. Bei Port Vale arbeitete er ab Januar 1983 als Trainer der Reservemannschaft und in der Saison 1983/84 half er bei der ersten Mannschaft in einer Drittligapartie gegen Plymouth Argyle (0:1) aus – dieses war sein 776. und letztes Ligaspiel. Nach einer kurzzeitigen Demission kehrte er im August 1984 zu Port Vale zurück. Dort arbeitete er bis Ende 1987, bevor er aufgrund seiner geplanten „Degradierung“ zum Jugendtrainer aus Protest zurücktrat. 1992 kehrte er in Chesters Trainerstab zurück und als Assistent von Graham Barrow und Joe Hinnigan war er an dem Drittligaaufstieg des Vereins beteiligt. Zu Beginn der 1990er-Jahre startete zudem sein Sohn Michael seine eigene Profikarriere als Torhüter.

## Titel/Auszeichnungen
- Europapokal der Pokalsieger (1): 1970
- Englische Meisterschaft (1): 1968
- Englischer Pokal (1): 1969
- Englischer Ligapokal (2): 1970, 1976
- Charity Shield (2): 1968, 1972